# أسامة المرمش
أسامة مبارك المرمش (من مواليد 6 يوليو 2003) هو لاعب كرة قدم سعودي يلعب حالياً لنادي الاتحاد كحارس مرمى.

## مسيرة اللاعب
بدأ في الفئات السنية في نادي الجبلين و ذهب إعارة من نادي الجبلين الي نادي اللواء المشترك في بطوله الدورى الممتاز للبراعم ثم إنتقل إلى نادي التعاون و أخيراً وقع عقد لمدة 4 سنوات مع نادي الاتحاد في صيف 2021.

## احصائيات

### النادي
| النادي        | الموسم  | الدوري | الدوري | الدوري  | كأس الملك | كأس الملك | آسيا   | آسيا    | أخرى   | أخرى    | المجموع | المجموع |
| النادي        | الموسم  | الدرجة | الظهور | الأهداف | الظهور    | الأهداف   | الظهور | الأهداف | الظهور | الأهداف | الظهور  | الأهداف |
| ------------- | ------- | ------ | ------ | ------- | --------- | --------- | ------ | ------- | ------ | ------- | ------- | ------- |
| الاتحاد       | 2023–24 | SPL    | 2      | 0       | 0         | 0         | 0      | 0       | 0      | 0       | 2       | 0       |
| الاتحاد       | المجموع |        |        |         |           |           |        |         |        |         |         |         |
| إجمالي مسيرته |         |        |        |         |           |           |        |         |        |         |         |         |